# Televisie
Televisora de visión exterior es una Televisora, popularmente conocida como Televisie, de Habbo que funciona por cable y satélite. Opera las veinticuatro horas del día. Fue fundada por epav@lentino Es la única cadena de televisión de Habbo que se transmite en vivo a través de la página justin.tv, y solo en Venezuela.

## Historia
Fue fundada el 9 de marzo de 2008 como Televisión Juguetona (TeleJuego) se emitía en justin.tv. El 9 de agosto de 2010, se cambió el nombre a Televisie.
- Datos: Q6140691